# Juan Hurtado Manrique
Juan Hurtado Manrique (Caracas, Venezuela, 23 de enero de 1837 - Ibídem, 17 de julio de 1896) fue un arquitecto venezolano cuyas obras fueron construidas en su mayoría durante el gobierno del presidente Antonio Guzmán Blanco. Fue nombrado como director de edificios y ornato de poblaciones en 1883, ministro de Obras Públicas en los años de 1886 y de 1894.

## Vida
Fue hijo de Nepomuceno Hurtado y de Soledad Manrique. Se gradúa de arquitecto en la Universidad Central de Venezuela (UCV). Durante la Guerra Federal combate hasta alcanzar el rango de general. Entre los años de 1873 y 1875 se encarga de construir una nueva fachada a la parte norte de la universidad y posteriormente, construye el edificio del Museo Nacional con estilo neogótico.
En 1876, realiza algunas modificaciones al Palacio de Gobierno conocido como la Casa Amarilla; así mismo, diseña el Templo Masónico con estilo neobarroco. Casi al mismo tiempo, inicia el proyecto de construcción del templo de Santa Ana y Santa Teresa, también conocido como de San Felipe Neri, esta sería una de las iglesias más grandes e importantes del siglo XIX, dos de las fachadas tuvieron un estilo neoclásico; aunque su construcción fue detenida por varios años finalmente se termina inaugurando en el año de 1881.
Entre los años de 1880 y 1883 realiza junto con otros ingenieros la construcción de varios puentes de mampostería en las quebradas Catuche y Caroata. Ese mismo año de 1883, realiza la Santa Capilla con estilo neogótico. Entre 1883 y 1885, proyecta la nueva fachada de la iglesia de las Mercedes, la capilla de El Calvario y la de Nuestra Señora de Lourdes.
Años más tarde se le une como asistente el arquitecto Alejandro Chataing. Ambos construyen en 1895, el Arco de la Federación en las pendientes de El Calvario. A cargo de Manrique también se encontró la proyección del Colegio Federal en Maracaibo y la iglesia de Ortiz en Guárico, aunque esta última no se pudo terminar de construir.
Entre 1887 y 1891 enseña arquitectura en la Academia Nacional de Bellas Artes.